# Australian Open-mesterskabet i mixed double 2013
Australian Open 2013 i mixeddouble er en del af Australian Open 2013. Det er 70. gang der bliver spillet om mixeddoubletitlen ved Australian Open. Turneringen havde deltagelse af 32 par, hvoraf de 25 par havde kvalificeret sig på baggrund af deres ranglisteplacering, mens de sidste syv par deltog på et wildcard.

## Spillere

### Seedninger
Tekst mangler, hjælp os med at skrive teksten

## Resultater
| Vladimíra Uhlířová |
| André Sá           |

| Květa Peschke    |
| Marcin Matkowski |

| Květa Peschke    |
| Marcin Matkowski |

| Bojana Bobusic |
| Chris Guccione |

| A. Medina Garrigues |
| Bruno Soares        |

| A. Medina Garrigues |
| Bruno Soares        |

| Květa Peschke    |
| Marcin Matkowski |

| Ashleigh Barty |
| Jack Sock      |

| Su-Wei Hsieh  |
| Rohan Bopanna |

| Su-Wei Hsieh  |
| Rohan Bopanna |

| Su-Wei Hsieh  |
| Rohan Bopanna |

| Daniela Hantuchová |
| Fabio Fognini      |

| Daniela Hantuchová |
| Fabio Fognini      |

| Natalie Grandin |
| Rajeev Ram      |

| Květa Peschke    |
| Marcin Matkowski |

| Sania Mirza |
| Bob Bryan   |

| Lucie Hradecká   |
| František Čermák |

| Samantha Stosur |
| Luke Saville    |

| Sania Mirza |
| Bob Bryan   |

| Abigail Spears |
| Scott Lipsky   |

| Abigail Spears |
| Scott Lipsky   |

| Raquel Kops-Jones |
| Treat Conrad Huey |

| Sania Mirza |
| Bob Bryan   |

| B. Mattek-Sands |
| Horia Tecău     |

| Lucie Hradecká   |
| František Čermák |

| Lucie Hradecká   |
| František Čermák |

| Lucie Hradecká   |
| František Čermák |

| Casey Dellacqua    |
| John-Patrick Smith |

| Andrea Hlaváčková |
| Daniele Bracciali |

| Andrea Hlaváčková |
| Daniele Bracciali |

| Lucie Hradecká   |
| František Čermák |

| Zi Yan            |
| Santiago González |

| Jarmila Gajdošová |
| Matthew Ebden     |

| Tamira Paszek  |
| Alexander Peya |

| Zi Yan            |
| Santiago González |

| Jaroslava Sjvedova |
| Denis Istomin      |

| Jaroslava Sjvedova |
| Denis Istomin      |

| Vania King   |
| Marcelo Melo |

| Jaroslava Sjvedova |
| Denis Istomin      |

| M. Martínez Sánchez  |
| Juan Sebastián Cabal |

| N. Llagostera Vives |
| David Marrero       |

| N. Llagostera Vives |
| David Marrero       |

| N. Llagostera Vives |
| David Marrero       |

| Cara Black  |
| Paul Hanley |

| Liezel Huber |
| Maks Mirnyj  |

| Liezel Huber |
| Maks Mirnyj  |

| Jaroslava Sjvedova |
| Denis Istomin      |

| Nadia Petrova   |
| Mahesh Bhupathi |

| Jarmila Gajdošová |
| Matthew Ebden     |

| Anastasia Rodionova |
| Jean-Julien Rojer   |

| Nadia Petrova   |
| Mahesh Bhupathi |

| Katarina Srebotnik |
| Nenad Zimonjić     |

| Katarina Srebotnik |
| Nenad Zimonjić     |

| Olivia Rogowska   |
| Marinko Matosevic |

| Nadia Petrova   |
| Mahesh Bhupathi |

| Sabine Lisicki   |
| Frederik Nielsen |

| Jarmila Gajdošová |
| Matthew Ebden     |

| Jarmila Gajdošová |
| Matthew Ebden     |

| Jarmila Gajdošová |
| Matthew Ebden     |

| Sofia Arvidsson      |
| Aisam-ul-Haq Qureshi |

| Jelena Vesnina |
| Leander Paes   |

| Jelena Vesnina |
| Leander Paes   |